# Les Secrets d'Ève
Les Secrets d'Ève (Eve's Secret) est un téléfilm érotique américain réalisé par Troy Miller, diffusé en 2014.

## Synopsis[1]
Damon est un photographe en quête permanente de perfection. Sa voisine et meilleure amie, India, nourrit en secret de forts sentiments amoureux pour lui. Mais elle n'apprécie guère l'arrivée d'une nouvelle jeune femme, Eve, modèle qui a accepté de poser pour Damon. Les deux beautés entrent rapidement en conflit, d'importantes disputes ne tardent pas à éclater.

## Fiche technique
- Titre : Les Secrets d'Ève
- Titre original : Eve's Secret[2]
- Réalisation : Troy Miller
- Casting : Robert Lombard
- Directeur artistique : Nicole L. Gray
- Costume : Lisa Tatum 5th
- Musique : Bruce Edwards
- Montage : H.R. Macrae
- Photographie : Lex Lynne Smith
- Pays d'origine : États-Unis
- Langue originale : anglais
- Producteur : Anabella Hersch
- Producteur exécutif : Shelli Anderson
- Directeur de production : Sally Buffalo
- Société de production : MRG Entertaiment
- Genre : téléfilm érotique
- Format : couleurs
- Durée : 85 minutes
- Date de diffusion : États-Unis : 3 juin 2014

## Distribution
- Chanel Preston : India
- Charlotte Stokely : Eve
- Robert Evans : Damon
- Dillion Harper : Claire
- Giovanni Francesco : Rock

## Diffusions françaises
Le téléfilm est souvent rediffusé sur la TNT notamment sur la chaîne C Star où il fait régulièrement des bonnes audiences, comme le dimanche 3 juillet 2016 où il a attiré 330 000 téléspectateurs, et le dimanche 5 février 2017 où il a attiré 423 000 téléspectateurs.